# ینی‌کوی (گول‌باشی)
ینی‌کوی (به ترکی استانبولی: Yeniköy) (به کردی: Lorîn) یک منطقهٔ مسکونی در ترکیه است که در گول‌باشی واقع شده‌است.